# Morti nel 2017/Dicembre
| Questa pagina contiene informazioni ricavate automaticamente dalle voci biografiche con l'ausilio del template Bio e di un bot. L'aggiornamento è periodico e automatico e ricostruisce completamente la pagina. Se manca una persona in questa lista, sei pregato di non aggiungerla, ma accertati piuttosto che la sua voce biografica contenga il template Bio e che i dati anagrafici siano correttamente compilati. Se il template Bio manca, inseriscilo tu stesso o, in alternativa, metti l'avviso {{tmp\|Bio}} che ne segnala la mancanza. Se i dati riportati sono sbagliati, correggi direttamente la voce biografica; le modifiche saranno visibili in questa lista entro pochi giorni. Per chiarimenti vedi il progetto biografie. La lista contiene solo le 173 persone che sono citate nell'enciclopedia e per le quali è stato implementato correttamente il template Bio. Pagina aggiornata al 10 ago 2025. |

- 1º dicembre - Enrico Castellani, pittore italiano (n. 1930)
- 1º dicembre - Giovanbattista Davoli, politico italiano (n. 1944)
- 1º dicembre - Willy e Yves Groux, fumettista francese (n. 1924)
- 1º dicembre - Fredy Schmidtke, pistard tedesco (n. 1961)
- 2 dicembre - Frances Marie Burke, modella e attrice statunitense (n. 1922)
- 2 dicembre - Jean-Claude Dague, regista e sceneggiatore francese (n. 1937)
- 2 dicembre - Ulli Lommel, attore, regista e produttore cinematografico tedesco (n. 1944)
- 2 dicembre - Ivanoe Nolli, calciatore italiano (n. 1930)
- 2 dicembre - Stefania Rogowska, cestista e pallavolista polacca (n. 1930)
- 2 dicembre - Mekkawi Said, scrittore egiziano (n. 1955)
- 2 dicembre - Tino Stefanoni, pittore e scultore italiano (n. 1937)
- 2 dicembre - Gianni Vannoni, scrittore italiano (n. 1949)
- 2 dicembre - Nikola Špear, tennista jugoslavo (n. 1944)
- 3 dicembre - Carl Axel Petri, politico svedese (n. 1929)
- 3 dicembre - Orlando Ruiz, schermidore cubano (n. 1935)
- 4 dicembre - 'Ali 'Abd Allah Saleh, politico e militare yemenita (n. 1942)
- 4 dicembre - Armenak Alačačjan, cestista e allenatore di pallacanestro sovietico (n. 1930)
- 4 dicembre - Robert Alt, bobbista svizzero (n. 1927)
- 4 dicembre - Henning Jensen, calciatore danese (n. 1949)
- 4 dicembre - Shashi Kapoor, attore e regista indiano (n. 1938)
- 4 dicembre - Christine Keeler, modella e showgirl britannica (n. 1942)
- 4 dicembre - Manuel Marín, politico spagnolo (n. 1949)
- 4 dicembre - Annette Page, danzatrice britannica (n. 1932)
- 5 dicembre - August Ames, attrice pornografica canadese (n. 1994)
- 5 dicembre - Johnny Hallyday, cantante e attore francese (n. 1943)
- 5 dicembre - Michele I di Romania, re rumeno (n. 1921)
- 5 dicembre - Jean d'Ormesson, scrittore e giornalista francese (n. 1925)
- 5 dicembre - Jacques Simon, calciatore francese (n. 1941)
- 6 dicembre - Juan Luis Buñuel, regista e sceneggiatore francese (n. 1934)
- 6 dicembre - William H. Gass, scrittore statunitense (n. 1924)
- 6 dicembre - Laura Grisi, pittrice italiana (n. 1939)
- 6 dicembre - Kathleen Karr, scrittrice statunitense (n. 1946)
- 6 dicembre - George Killian, allenatore di pallacanestro e dirigente sportivo statunitense (n. 1924)
- 6 dicembre - Cyrus Young, giavellottista statunitense (n. 1928)
- 7 dicembre - Philippe Maystadt, politico belga (n. 1948)
- 7 dicembre - Sunny Murray, musicista e batterista statunitense (n. 1936)
- 7 dicembre - Steve Reevis, attore statunitense (n. 1962)
- 7 dicembre - Omar Ronda, artista, pittore e scultore italiano (n. 1947)
- 7 dicembre - Maria Serraino, mafiosa italiana (n. 1931)
- 7 dicembre - Stefan Sonderegger, storico, linguista e militare svizzero (n. 1927)
- 7 dicembre - Fatty Taylor, cestista statunitense (n. 1946)
- 8 dicembre - Ron Boehm, hockeista su ghiaccio canadese (n. 1943)
- 8 dicembre - Milutin Folić, calciatore jugoslavo (n. 1939)
- 8 dicembre - Solange Maria de Castro, cestista brasiliana (n. 1960)
- 9 dicembre - Marisa Belli, attrice italiana (n. 1933)
- 9 dicembre - Lando Fiorini, attore, cantante e cabarettista italiano (n. 1938)
- 9 dicembre - José Giarrizzo, calciatore argentino (n. 1933)
- 9 dicembre - Benjamin Massing, calciatore camerunese (n. 1962)
- 9 dicembre - Girolamo Zanconato, presbitero italiano (n. 1924)
- 9 dicembre - Tom Zenk, wrestler e culturista statunitense (n. 1958)
- 10 dicembre - Bruce Brown, regista, sceneggiatore e produttore cinematografico statunitense (n. 1937)
- 10 dicembre - Bette Cooper, modella statunitense (n. 1920)
- 10 dicembre - Angry Grandpa, youtuber statunitense (n. 1950)
- 10 dicembre - Ray Kassar, imprenditore statunitense (n. 1928)
- 10 dicembre - Elio Morselli, giurista italiano (n. 1927)
- 10 dicembre - Viktor Potapov, velista russo (n. 1947)
- 10 dicembre - Antonio Riboldi, vescovo cattolico italiano (n. 1923)
- 10 dicembre - Piero Schivazappa, regista e sceneggiatore italiano (n. 1935)
- 10 dicembre - Ivan Stojanov, calciatore bulgaro (n. 1949)
- 10 dicembre - Renzo Suozzi, calciatore italiano (n. 1922)
- 10 dicembre - Eva Todor, danzatrice e attrice ungherese (n. 1919)
- 11 dicembre - Nino Cassani, scultore italiano (n. 1930)
- 11 dicembre - Luigi Fait, critico musicale italiano (n. 1935)
- 11 dicembre - Vera Katz, politica statunitense (n. 1933)
- 11 dicembre - Suzanna Leigh, attrice britannica (n. 1945)
- 11 dicembre - Luigi Pagnoni, presbitero e storico dell'arte italiano (n. 1914)
- 12 dicembre - Patrizia Casagrande Esposto, politica italiana (n. 1951)
- 12 dicembre - Everardo Dalla Noce, giornalista, critico d'arte e dirigente sportivo italiano (n. 1928)
- 12 dicembre - Frédéric Debuyst, religioso belga (n. 1922)
- 12 dicembre - Alessandro Kokocinski, pittore, scultore e scenografo italiano (n. 1948)
- 12 dicembre - Ed Lee, politico statunitense (n. 1952)
- 12 dicembre - Alphonsus Liguori Penney, arcivescovo cattolico canadese (n. 1924)
- 12 dicembre - Tom Reese, attore statunitense (n. 1928)
- 12 dicembre - Zarley Zalapski, hockeista su ghiaccio canadese (n. 1968)
- 13 dicembre - Giampiero Carocci, storico italiano (n. 1919)
- 13 dicembre - Zorko Cvetković, cestista jugoslavo (n. 1924)
- 13 dicembre - Warrel Dane, cantante statunitense (n. 1961)
- 13 dicembre - Simon Dickie, canottiere neozelandese (n. 1951)
- 13 dicembre - Bruce Gray, attore canadese (n. 1936)
- 13 dicembre - Tommy Nobis, giocatore di football americano statunitense (n. 1943)
- 13 dicembre - Ideo Stefani, calciatore italiano (n. 1932)
- 13 dicembre - Edoardo Tiboni, critico letterario e giornalista italiano (n. 1923)
- 13 dicembre - Yurizan Beltran, attrice pornografica statunitense (n. 1986)
- 14 dicembre - Hubert Damisch, filosofo e critico d'arte ceco (n. 1928)
- 14 dicembre - Karl-Erik Nilsson, lottatore svedese (n. 1922)
- 14 dicembre - Lones Wigger, tiratore a segno statunitense (n. 1937)
- 14 dicembre - Tamio Ōki, doppiatore giapponese (n. 1928)
- 15 dicembre - Guido Artom, imprenditore e politico italiano (n. 1931)
- 15 dicembre - Darlanne Fluegel, attrice e ex modella statunitense (n. 1953)
- 15 dicembre - Kjell Grede, regista svedese (n. 1936)
- 15 dicembre - Pierre Hohenberg, fisico francese (n. 1934)
- 15 dicembre - Erling Linde Larsen, calciatore danese (n. 1931)
- 15 dicembre - Francesco Libonati, scultore e disegnatore italiano (n. 1920)
- 15 dicembre - Kazimierz Piechowski, ingegnere polacco (n. 1919)
- 15 dicembre - Michiru Shimada, sceneggiatrice giapponese (n. 1959)
- 15 dicembre - Ana María Vela Rubio, supercentenaria spagnola (n. 1901)
- 16 dicembre - Carlos Gómez Casillas, calciatore messicano (n. 1952)
- 16 dicembre - Eril Homburg, cestista australiana (n. 1936)
- 16 dicembre - Keely Smith, attrice e cantante statunitense (n. 1928)
- 16 dicembre - Z'EV, poeta, percussionista e artista statunitense (n. 1951)
- 17 dicembre - Ralph Carney, musicista e compositore statunitense (n. 1956)
- 17 dicembre - Virginia Da Brescia, cantante e attrice italiana (n. 1936)
- 17 dicembre - Gino Guida, pittore e incisore italiano (n. 1932)
- 17 dicembre - Francesco Leonetti, scrittore, poeta e giornalista italiano (n. 1924)
- 17 dicembre - Georgij Grigor'evič Natanson, regista e drammaturgo sovietico (n. 1921)
- 18 dicembre - Filippo Burgarella, storico italiano (n. 1948)
- 18 dicembre - Kim Jong-hyun, cantante, ballerino e modello sudcoreano (n. 1990)
- 18 dicembre - Altero Matteoli, politico italiano (n. 1940)
- 18 dicembre - Manuel Roa, calciatore cileno (n. 1929)
- 18 dicembre - Arsenij Borisovič Roginskij, storico e bibliografo russo (n. 1946)
- 18 dicembre - Maria Tarditi, scrittrice italiana (n. 1928)
- 19 dicembre - Juan Buceta, pallanuotista uruguaiano (n. 1927)
- 19 dicembre - Célestin Gaombalet, politico centrafricano (n. 1942)
- 19 dicembre - Clifford Irving, scrittore statunitense (n. 1930)
- 19 dicembre - Lê Thị Hiệp, attrice vietnamita (n. 1971)
- 19 dicembre - Richard Venture, attore statunitense (n. 1923)
- 20 dicembre - Archie Duncan, storico scozzese (n. 1926)
- 20 dicembre - Piero Gheddo, missionario, giornalista e scrittore italiano (n. 1929)
- 20 dicembre - Annie Goetzinger, fumettista e stilista francese (n. 1951)
- 20 dicembre - Jean-Jacques Guyon, cavaliere francese (n. 1932)
- 20 dicembre - Charlie Hennigan, giocatore di football americano statunitense (n. 1935)
- 20 dicembre - Bernard Francis Law, cardinale e arcivescovo cattolico statunitense (n. 1931)
- 20 dicembre - Stan Pilecki, rugbista a 15 australiano (n. 1947)
- 20 dicembre - Randolph Quirk, linguista britannico (n. 1920)
- 20 dicembre - Mario Sabattini, sinologo e saggista italiano (n. 1944)
- 21 dicembre - Dominic Frontiere, compositore statunitense (n. 1931)
- 21 dicembre - Bruce McCandless, astronauta e ingegnere statunitense (n. 1937)
- 21 dicembre - Renato Pilade, politico italiano (n. 1927)
- 21 dicembre - Roswell Rudd, trombonista e compositore statunitense (n. 1935)
- 22 dicembre - Lois Bourne, inglese (n. 1928)
- 22 dicembre - Stelio De Carolis, politico italiano (n. 1937)
- 22 dicembre - Leon J. Kamin, psicologo statunitense (n. 1927)
- 23 dicembre - Manolo Bolognini, produttore cinematografico e calciatore italiano (n. 1925)
- 23 dicembre - Lucia Mirisola, costumista e scenografa italiana (n. 1928)
- 23 dicembre - Neftalí Rivera, cestista portoricano (n. 1948)
- 23 dicembre - Cesare Zamboni, calciatore italiano (n. 1931)
- 24 dicembre - Giorgio d'Arpino, dirigente sportivo italiano (n. 1945)
- 24 dicembre - Mária Littomeritzky, nuotatrice ungherese (n. 1927)
- 24 dicembre - Heather Menzies, attrice canadese (n. 1949)
- 24 dicembre - Luan Peters, attrice e cantante britannica (n. 1946)
- 24 dicembre - Maurizio Sabatini, politico italiano (n. 1947)
- 25 dicembre - Hasan Atiya Al Nassar, poeta iracheno (n. 1954)
- 25 dicembre - Michael Britt, cestista statunitense (n. 1960)
- 25 dicembre - Renato Marchiaro, calciatore e partigiano italiano (n. 1919)
- 25 dicembre - Willie Toweel, pugile sudafricano (n. 1934)
- 26 dicembre - Maurice Borrmans, islamista e presbitero francese (n. 1925)
- 26 dicembre - Johnny Bower, hockeista su ghiaccio canadese (n. 1924)
- 26 dicembre - Gerd Cintl, canottiere tedesco (n. 1938)
- 26 dicembre - Antonio Lucisano, magistrato italiano (n. 1955)
- 26 dicembre - Gualtiero Marchesi, cuoco e gastronomo italiano (n. 1930)
- 26 dicembre - Willie Penman, calciatore scozzese (n. 1939)
- 26 dicembre - Anna Paola Zugni Tauro, storica dell'arte e scrittrice italiana (n. 1931)
- 27 dicembre - Fernando Birri, regista cinematografico argentino (n. 1925)
- 27 dicembre - Osvaldo Fattori, allenatore di calcio e calciatore italiano (n. 1922)
- 27 dicembre - Thomas Hunter, attore statunitense (n. 1932)
- 28 dicembre - Mate Čuljak, allenatore di calcio a 5 e giocatore di calcio a 5 croato (n. 1975)
- 28 dicembre - Giulio Einaudi, arcivescovo cattolico italiano (n. 1928)
- 28 dicembre - Rose Marie, attrice e doppiatrice statunitense (n. 1923)
- 28 dicembre - Francis Wyndham, scrittore e giornalista britannico (n. 1924)
- 28 dicembre - Alessandro Torlonia, principe e banchiere italiano (n. 1925)
- 28 dicembre - Ulrich Wegener, poliziotto tedesco (n. 1929)
- 29 dicembre - Peggy Cummins, attrice irlandese (n. 1925)
- 29 dicembre - Carmen Franco, I duchessa di Franco, nobile spagnola (n. 1926)
- 29 dicembre - Sue Grafton, scrittrice statunitense (n. 1940)
- 29 dicembre - Luciano Marigo, scrittore italiano (n. 1931)
- 29 dicembre - Pietro Santin, allenatore di calcio e calciatore italiano (n. 1934)
- 29 dicembre - Lawrence Stager, archeologo statunitense (n. 1943)
- 30 dicembre - Richard Frank Krummel, germanista statunitense (n. 1925)
- 30 dicembre - Bernd Spier, cantante tedesco (n. 1944)
- 30 dicembre - Gyöngyi Szalay-Horváth, schermitrice ungherese (n. 1968)
- 31 dicembre - Frédéric Forte, cestista, allenatore di pallacanestro e dirigente sportivo francese (n. 1970)
- 31 dicembre - Elisa Frauenfelder, pedagogista italiana (n. 1931)
- 31 dicembre - Larry Winn, politico statunitense (n. 1919)